# Lou Albano
Pour les articles homonymes, voir Albano.
Louis Vincent Albano, né le 29 juillet 1933, à Rome (Italie) et mort le 14 octobre 2009, est un catcheur et manager et un acteur américain mieux connu sous le nom de Lou Albano.

## Biographie
Lou Albano est le fils du Dr Carmen et d'Eleanor Albano.
Il jouait au football à Archbishop Stepinac High School à White Plains (New York).
En 1983, il interprète le père de Cyndi Lauper dans son clip Girls Just Want to Have Fun.

## Carrière
Albano commence sa carrière en équipe avec Tony Altomare (en). Ensemble, ils furent Midwest tag team champion et WWF United States Tag Team Champion. Au cours de sa carrière, Lou Albano aura mené 15 différentes équipes et 4 lutteurs solos à une ceinture.
Albano a été intronisé au Hall of Fame de la WWE en 1996.
Albano est plus connu pour ses fameuses performances cinématographiques incarnant Mario, un plombier de Brooklyn vivant avec son frère Luigi dans une petite plomberie.

## Palmarès et récompenses
- Membre du Cauliflower Alley Club
  - Other honoree (1995)

- Pro Wrestling Illustrated
  - PWI Manager of the Year (1974, 1981, 1986)[3]
  - PWI Stanley Weston Award (1994)[4]

- Membre du Professional Wrestling Hall of Fame and Museum (2009)[5]

- World Wrestling Entertainment
  - Membre du WWE Hall of Fame (1996)[6]
  - 1 fois WWWF United States Tag Team Championship avec Tony Altimore

- Wrestling Observer Newsletter awards
  - Best on Interviews (1981)[7]
  - Worst Worked Match of the Year (1985) vs. Freddie Blassie au Nassau Coliseum[8]
  - Membre du Wrestling Observer Hall of Fame (2012)

## Filmographie
- 1986 : Mafia salad de Brian De Palma
- 1987 : Deux flics à Miami
- 1989 : Super Mario Bros. (série télévisée d'animation)
- 2000 : The Boys Behind the Desk de Sally Kirkland